# Edward Mazur (żużlowiec)
Edward Mazur (ur. 24 września 1993 w Zastawnem) – polski żużlowiec.

## Życiorys
Licencję żużlową zdał w 2009 roku w wieku 16 lat na torze w Tarnowie.

Jest wychowankiem klubu Unii Tarnów, w barwach którego startował od początku kariery do końca sezonu 2013. W tym samym roku na torze w Krakowie przyczynił się do awansu drużyny Unii Tarnów do finału Młodzieżowych Drużynowych Mistrzostw Polski zdobywając 7 pkt w czterech startach. W 2011 roku startował w półfinałach turniejów o Brązowy i Srebrny Kask.
W 2014 roku trafił do Orła Łódź na zasadzie wypożyczenia. W 2015 roku nie doszło do podpisania kontraktu w łódzkim Orle ponieważ, macierzysty klub z Tarnowa zażądał za zawodnika ekwiwalentu w wysokości 100 tys. zł. Z tego powodu Edward Mazur rozpoczął swoją karierę jako senior dopiero w maju 2015 roku podpisując kontrakt z drugoligowym KMŻ Motorem Lublin.
W 2016 roku podpisał kontrakt z pierwszoligową Wandą Kraków i zakończył ten sezon ze średnim wynikiem 1,65 pkt na mecz.
W 2017 roku odrzucił propozycję z Ekstraligi i startował w barwach Orła Łódź.
W 2018 roku występował w drużynie Stali Rzeszów. W sezonie 2019 startuje w Wilkach Krosno.
13 lutego 2021 zadebiutował w mieszanych sztukach walki (MMA) podczas gali MMA VIP. Pojedynek zwyciężył poddając duszeniem zza pleców innego żużlowca - Dominika Tymana.

## Osiągnięcia
- Brązowy medalista drużynowych mistrzostw Polski (2013)
- Srebrny medalista młodzieżowych drużynowych mistrzostw Polski (2013)
- Brązowy medalista Pucharu Stowarzyszenia Motocyklowego Krajów Europy Środkowej (2013)
- Brązowy medalista IV rundy Nice Cup w Częstochowie (2015)
- Złoty medalista drużynowych mistrzostw II ligi żużlowej (2018)

## Starty w polskiej lidze
- Unia Tarnów (2009–2013)
- Orzeł Łódź (2014)
- Motor Lublin (2015)
- Wanda Kraków (2016)
- Orzeł Łódź (2017)
- Unia Tarnów (2017)
- Stal Rzeszów (2018)
- Wilki Krosno (2019)

## Starty w duńskiej lidze
- Grindsted Speedway Klub